# U-Flottille Flandern
La U-Flottille Flandern (in italiano: Flottiglia di U-boot delle Fiandre), fu una flottiglia della Kaiserliche Marine che operò durante il Primo conflitto mondiale, formata interamente da U-Boot.

## Storia operativa

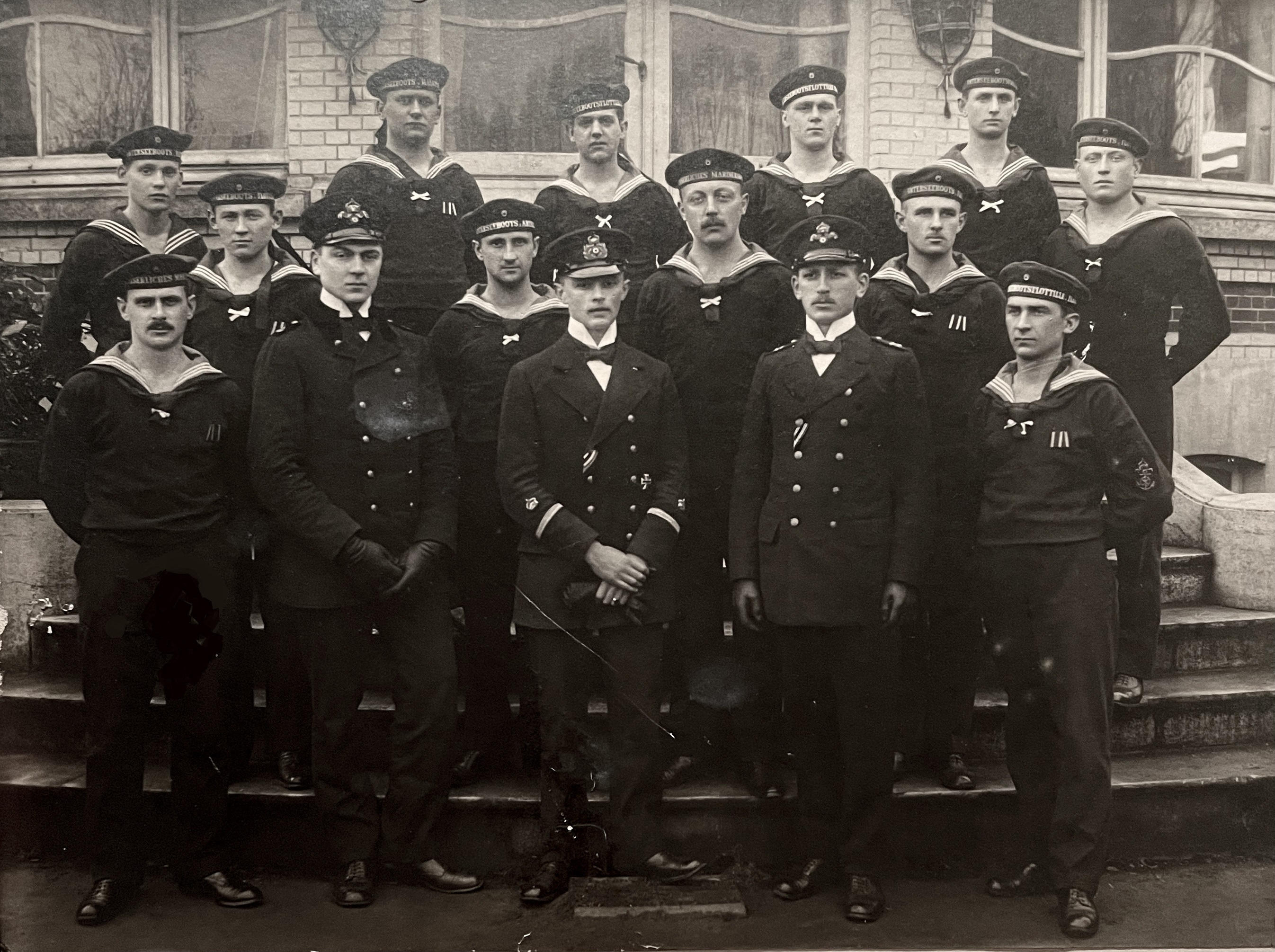
Marinai e ufficiali della U-Flottille Flandern (foto del 1916)

### 1914
Nell'ottobre del 1914 ci furono le prime considerazioni per istituire una flottiglia sottomarina sulla costa del Mare del Nord in Belgio, che era stata appena occupata. Le città disponibili per situare la base della flottiglia erano: Bruges, Zeebrugge, Ostenda, Anversa e Gand. Venne deciso di situare la flottiglia nella città costiera di Bruges. Dal dicembre 1914 iniziarono i lavori per fortificare la costa fiamminga e sviluppare i porti come porti di rifugio per le unità più piccole. La flottiglia era subordinata all'ammiraglio Ludwig von Schröder come comandante del nuovo Marinekorps Flandern.

### 1915
Il 29 marzo 1915 fu costituita ufficialmente la U-Flottille Flandern. Come capo della flottiglia dal settembre 1915 venne nominato il Kapitänleutnant, Karl Bartenbach. La flottiglia contava circa 16 sottomarini nel 1915 e fino al luglio 1917 ne fece parte anche il SM UC-1.
I tre porti operativi, noti anche come l'importante triangolo marittimo, erano:
- Zeebrügge
- Brügge
- Ostende

La flottiglia operò a partire dal 1915 nei seguenti teatri di guerra:
- Mare del Nord
- Mare d'Irlanda
- Oceano Atlantico (Western Approaches)

Il compito principale dei sottomarini classe UC era quello di posizionare le mine lungo le rotte di navigazione.

### 1916-1917
Nel 1917 la Kaiserliche Marine fece aumentare la flottiglia da 16 a 38 sottomarini permanentemente stazionati nella base di Bruges. Fu quindi deciso di dividerli nella U-Flottille Flandern I e nella U-Flottille Flandern II.

#### Boote U-Flottille Flandern I
Nell'ottobre 1917 la flottiglia era composta da 16 U-Boot (8 Type UC e 8 Type UB):
| UC 4  | UC 11 | UC 16 |
| UC 17 | UC 50 | UC 51 |
| UC 77 | UC 79 |       |

| UB 54 | UB 55 | UB 56 |
| UB 57 | UB 58 | UB 59 |
| UB 80 | UB 81 |       |

#### Boote U-Flottille Flandern II
Nell'ottobre 1917 la flottiglia era composta da 21 U-Boot (10 Type UC e 11 Type UB):
| UC 47 | UC 48 | UC 62 | UC 63 |
| UC 64 | UC 65 | UC 69 | UC 70 |
| UC 71 | UC 75 |       |       |

| UB 10 | UB 12 | UB 16 | UB 17 |
| UB 18 | UB 30 | UB 31 | UB 33 |
| UB 35 | UB 38 | UB 40 |       |

Nel 1917 la flottiglia aveva circa 27-30 U-Boot in servizio.

### 1918 e scioglimento
Le due flottiglie furono sciolte nell'ottobre del 1918. Il 15 ottobre 1918 fu avviato il ritiro dalle Fiandre e il personale si trasferì in Germania. I restanti sottomarini dovettero essere consegnati agli Alleati.
Circa 93 U-Boot furono al servizio delle due flottiglie durante i tre anni di guerra, affondarono circa 2554 navi pari a 4,5 milioni di tonnellate di stazza lorda, ovvero il 30% del tonnellaggio totale affondato dai sommergibili tedeschi durante la guerra. La U-Flottille Flandern perse 80 U-Boot e circa 1782 uomini, tra ufficiali e marinai.

## Comandanti della Flottiglia

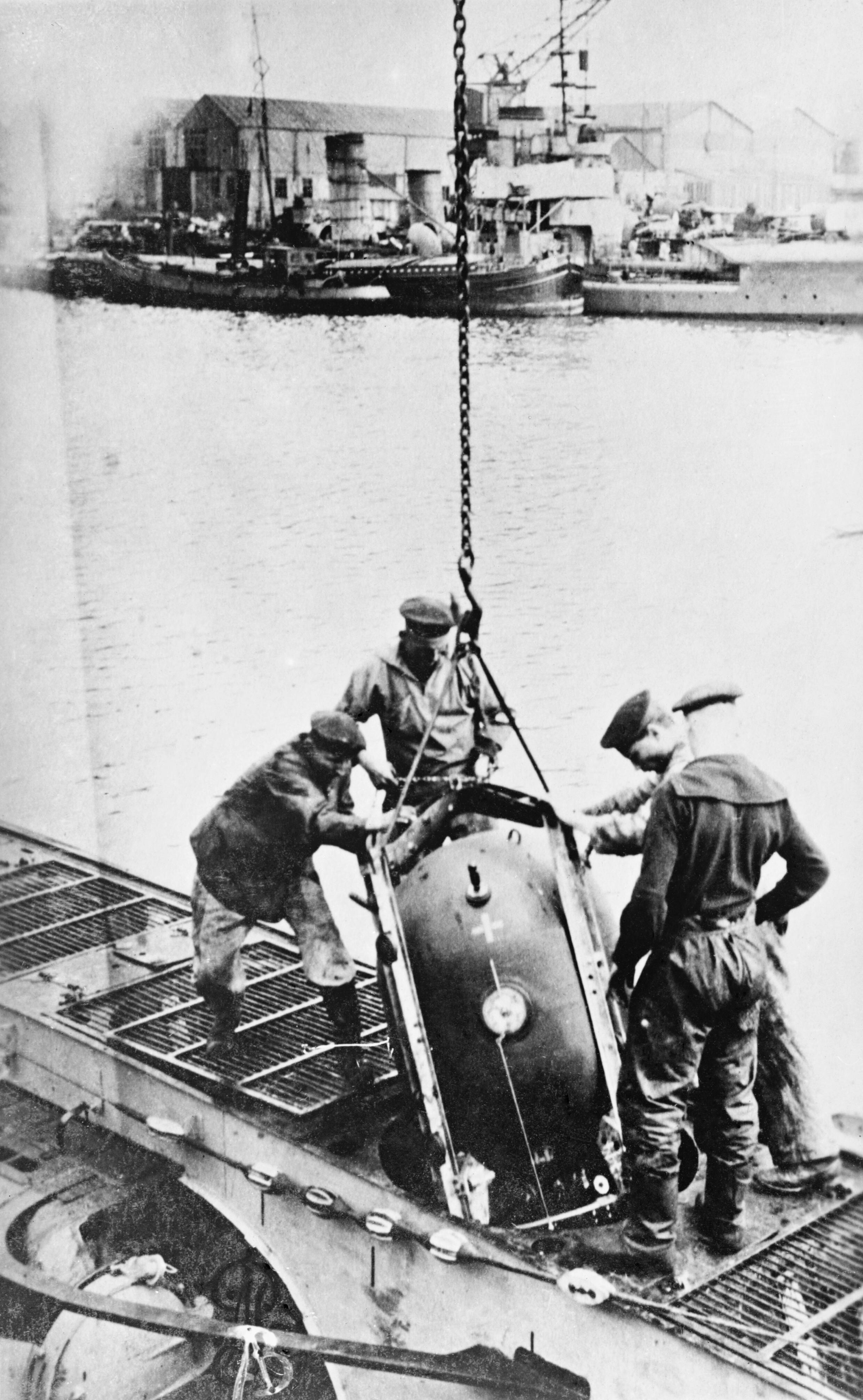
Un U-Boot Type UC che carica mine nel porto Zeebrügge

## Comandanti della Flottiglia[7]
| Periodo                       | Grado                | Flottiglia              | Comandante      |
| ----------------------------- | -------------------- | ----------------------- | --------------- |
| Settembre 1915 - Ottobre 1917 | Korvettenkapitän     |                         | Karl Bartenbach |
| Ottobre 1917 - Ottobre 1918   | Oberleutnant zur See | U-Flottille Flandern I  | Hans Walther    |
| Ottobre 1917 - Ottobre 1918   | Oberleutnant zur See | U-Flottille Flandern II | Otto Rohrbeck   |

### Aiutanti[8]
| Periodo                     | Grado                | Flottiglia              | Aiutante             |
| --------------------------- | -------------------- | ----------------------- | -------------------- |
| Ottobre 1917 - Ottobre 1918 | Oberleutnant zur See | U-Flottille Flandern I  | Fritz von Twardowski |
| Ottobre 1917 - Ottobre 1918 | Oberleutnant zur See | U-Flottille Flandern II | Hans Kawelmacher     |